# Ulrike A. Kucera
Ulrike A. Kucera (* 1958 in Lostau bei Magdeburg) ist eine deutsche Schriftstellerin.

## Leben und Wirken
1985 reiste sie aus der DDR aus und lebte anschließend in München, seit 1987 in Frankfurt am Main.
Als freie Schriftstellerin veröffentlichte sie Lyrik, Kurzprosa, Hörspiele (Hessischer Rundfunk) und seit 1998 Romane, darunter insbesondere Kriminalromane.
Ulrike A. Kucera arbeitete für das Hessische Literaturforum und war von 1996 bis 2000 Redaktionsmitglied von L. – Der Literaturbote. Sie ist Mitglied im Verband deutscher Schriftsteller (VS).

## Auszeichnungen
- 2012: Renate-Chotjewitz-Häfner-Förderpreis

## Bibliografie

### Lyrik
- Und. Gedichtband. Dipa-Verlag, Frankfurt am Main 1992, ISBN 3-7638-0195-2.

### Romane
- Die Gottesanbeterin. Eichborn Verlag, Frankfurt am Main 1998, ISBN 3-8218-0563-3; (2002 ins Slowakische übersetzt)
- Caput mortuum. Kriminalroman. Societäts-Verlag, Frankfurt am Main 2006, ISBN 3-7973-0979-1.
- Mordssommer. Kriminalroman. Societäts-Verlag, Frankfurt am Main 2008, ISBN 978-3-7973-1105-4.
- Wolfshof. Kriminalroman. Societäts-Verlag, Frankfurt am Main 2010, ISBN 978-3-7973-1228-0.